# Alloxytropus anomalus
Alloxytropus anomalus är en tvåvingeart som beskrevs av Mario Bezzi 1925. Alloxytropus anomalus ingår i släktet Alloxytropus och familjen fönsterflugor. Inga underarter finns listade i Catalogue of Life.